# Guillermo Beltrán
Guillermo Alexis Beltrán (San Juan Bautista, Misiones, Paraguay; 25 de junio de 1984) es un futbolista paraguayo. Juega de delantero y su equipo actual es el  3 de noviembre Fc 

## Trayectoria
Dio sus primeros pasos como jugador a la edad de 15 años en el Sportivo Obrero de su ciudad natal. Más tarde emigró rumbo a la capital del país en donde al principio le costó asentarse. Intentó sin éxito ser tenido en cuenta para integrar los planteles de Sol de América y Tacuary. Pese a las adversidades no se dio por vencido y probó suerte en Independiente de Campo Grande, en aquel entonces de la Tercera División, logrando su acceso al club. De allí pasó a Nacional en 2006, aunque no tuvo casi oportunidad de jugar. Por tal motivo en 2008 fue cedido a préstamo al 12 de Octubre de Itauguá para retornar al año siguiente a Nacional. Ese 2009 fue su mejor año desde que comenzó su carrera al conseguir mayor continuidad en el equipo titular al punto de coronar la temporada con el título de campeón del torneo Clausura. En el inicio de 2010 fue protagonista de la primera fecha del torneo Apertura por haber sido autor de cuatro tantos en un solo partido, frente a Sol de América.
A mediados de 2011 es confirmado como nuevo jugador del Once Caldas en Colombia. No tuvo una gran participación en el club convirtiendo pocos tantos en el torneo donde su equipo quedó subcampeón además que el fallaría el penalti desicivo en la final contra el Junior de Barranquilla .
En febrero de 2012, rescinde contrato con Once Caldas y es contratado por Cerro Porteño de Paraguay, donde en su primer semestre de estadía, saldría campeón del Torneo Apertura pero sin haber tenido muchas oportunidades, al punto que, estuvo a punto de ser transferido en forma de cesión al Argentinos Juniors, pero por no pasar las pruebas médicas dadas por dicho club, la transferencia no prosperó y el jugador se quedaría en el club azulgrana.
A principios del 2013, el en ese entonces entrenador de Cerro Porteño, Jorge Fossati sería destituido de su cargo, así la dirigencía del club optaría por Francisco Arce para sustituirlo y desde su llegada, Guillermo jugaría la mayoría de los partidos como titular.
En el segundo semestre del año logró salir campeón del Torneo Clausura de forma invicta con Cerro Porteño, siendo el mayor anotador de su equipo.
En el 2014, Guillermo protagonizó lo que según él fue su mejor partido en su carrera profesional, fue en un partido contra el Deportivo Capiatá en el que anotó cinco de los siete goles de su equipo, el partido terminó con el marcador de 7-0.
Fue a préstamo por seis meses en Vitoria de Brasil.
En 2015 volvió a Cerro Porteño y consiguió salir campeón del torneo apertura y en el clausura del mismo año salió segundo lugar perdiendo en la final 2-1 contra olimpia(el metió el gol de cerro en la final) y salió primero en la tabla acumulativa y clasificó a la Copa Libertadores y Sudamericana.
En 2016 hizo una buena dupla con Luís Leal en la Copa Libertadores.
En el segundo semestre le llevó a su equipo a la semifinal de la Copa Sudamericana fue eliminado por Nacional de Colombia y salió segundo goleador de Cerro Porteño en copa sudamericana.
En 2017 jugó por seis meses más en Cerro Porteño pero por su lesión jugó solamente 3 meses, luego fue a guaraní por seis meses donde salió tercero en la tabla.
Actualmente juega en el Club 12 de Octubre de Itauguá.

## Selección nacional
Ha sido internacional con la selección de fútbol de Paraguay. Fue citado por primera vez para un encuentro amistoso jugado el 4 de noviembre de 2009 ante Chile. Hizo su debut con la albirroja ingresando en el 2º tiempo.

## Clubes
| Club                     | País     | Año       |
| ------------------------ | -------- | --------- |
| Independiente C.G.       | Paraguay | 2005      |
| Nacional                 | Paraguay | 2006-2011 |
| 12 de Octubre (préstamo) | Paraguay | 2008      |
| Once Caldas              | Colombia | 2011      |
| Cerro Porteño            | Paraguay | 2012-2017 |
| E.C. Vitória (préstamo)  | Brasil   | 2014      |
| Club Guaraní (préstamo)  | Paraguay | 2017      |
| Avaí                     | Brasil   | 2018      |
| Deportivo Santaní        | Paraguay | 2019      |
| Nacional                 | Paraguay | 2020      |
| Sportivo Luqueño         | Paraguay | 2021      |
| River Plate              | Paraguay | 2021      |
| Sportivo Trinidense      | Paraguay | 2022      |

## Palmarés

### Títulos nacionales
| Título               | Club          | País     | Año    |
| -------------------- | ------------- | -------- | ------ |
| Campeonato Paraguayo | Nacional      | Paraguay | 2009-C |
| Campeonato Paraguayo | Cerro Porteño | Paraguay | 2012-A |
| Campeonato Paraguayo | Cerro Porteño | Paraguay | 2013-C |
| Campeonato Paraguayo | Cerro Porteño | Paraguay | 2015-A |